# Trio Lligo
Trio Lligo var en akustisk trio från Umeå. Tor Lundmark (sång, gitarr), Erik Dahlgren (trummor) och Erik Josefsson (kontrabas). Gruppen spelade huvudsakligen egenkomponerad musik med svenska texter skrivna av Tor Lundmark.
Trio Lligo har spelat i bland annat Jörn och Seattle, i hela Sverige och även i Finland och Skottland. Det har varit förband till exempel Refused, Bob Hund och Cardigans. Omfattande liveturnéer i början av nittiotalet. Spelade på Hultsfredsfestivalen 1990. Trio Lligo samarbetade med Komeda i bland annat filmmusikgruppen Projektor 7, som bland annat uppträdde på Umeå filmfestival.
Bandet hette ursprungligen Lligo Matsons bröder, namnet kommer från en god vän till bandmedlemmarna, son till konstnären Lars Matson.

## Återföreningar
Den 2 maj 2008 återförenades bandet för en spelning på Scharinska Villan i Umeå. Den 9 maj 2009 skedde nästa återförening då Trio Lligo gav en konsert tillsammans med Norrlandsoperans Symfoniorkester under MADE-festivalen. Inget nyskrivet material spelades vid dessa konserter.

## Diskografi

### Album
- Bulldozerballader (1990)
- Lika lätt som ingenting (live) (1991)
- Trio Lligo (1995)
- Bulldozerballader lika lätt som ingenting i Amerikat (samling av vinylalbum) (1996)
- Från katakomberna (live) (2008)

### Singlar
- Trio Lligo i Amerikat (1991)